# Rakina bara
Rakina bara je najveće kraško jezero u Šumadiji. Nalazi se na teritoriji opštine Čukarica, u Sremčici, 20 km od centra Beograda.

## Fizičko-geografske karakteristike jezera
Prema zvaničnim podacima nekada je jezero bilo dugo 175 m, široko 112,5 m, duboko oko 1 m, a površina je preko 3 ha. Jezero se snabdevalo vodom od padavina, kao i sa dva izvora. Sada dubina iznosi 1 m.

## Istorijat
Pedesetih godina prošlog veka postojala je namera da se jezero preobrazi u turistički centar uređenjem obale, izgradnjom restorana i raznih ugostiteljskih objekata. Nekim davnim urbanističkim planovima, predviđeno je da Rakina bara zajedno sa Adom Ciganlijom i Košutnjakom, predstavlja turističku ponudu Čukarice. Međutim, ideja, nije bila realizovana. Prepuštena nemaru vlasti i pojedinih ljudi iz kraja, Rakina bara je počela da propada do sadašnjeg zabrinjavajućeg stanja. Osamdesetih godina Rakina bara je bila jedno od malobrojnih romantičnih mesta gde su dolazili ne samo stanovnici Sremčice već i mladi parovi iz centra grada. Voda u jezeru je bila toliko čista da se mogao videti svaki kamenčić na dnu. Obala je bila peskovita, a mulj se mogao naći samo na sredini jezera pa je Rakina bara bila jedinstveno kupalište. Na izvorištu bare ljudi su pojili stoku, a mnogi su u njoj naučili da plivaju. Održavana su ribolovačka takmičenja na jezeru. Međutim, Rakina bara je počela da propada, sve do ivice odumiranja.
Tokom 2020 i 2021. godine, akcijom građana Sremčice, jezero je potpuno revitalizovano, poribljeno i potpuno očišćeno.

## Ekosistem
Ranijih godina meštani su mrežama hvatali šarane. Danas u vodi se može videti vodena zmija, poneka riba i patka.

## Ekologija
Godinama su se fekalne vode izlivale u Rakinu baru, jedino prirodno jezero u Beogradu, relativno skoro su delimično usmerene u kanalizacionu mrežu, ali prilazi vodi i dalje su zagušeni najlonskim kesama, plastičnim flašama i automobilskim gumama upletenim u rogoz. Pre nego što stručnjaci stignu da je očiste, bara bi mogla da nestane jer voda otiče kroz udubljenje u zemlji. U Rakinoj bari postoji vrtača nastala tako što je voda počela da otiče nakon poplava i nevremena koje su bile 1985. Prema rečima meštana, u vrtaču su stanovnici ubacivali živu kako bi ona progrizla tlo, stvorila veću rupu i ubrzala isušivanje. Udubljenje, takozvana vrtača, smešteno je na najnezgodnijem mestu, odmah pored izvora iz kojeg se bara napaja. U toku većeg dela godine voda i ne stiže do bare već ponire u vrtaču i tako se bara isušuje.Zemlja ne samo da se „otvara” pod barom već bi se mogla i sručiti na nju jer se voda drenira kroz pukotine zemljišta blizu izvora, potkopava tlo nad barom i stvara klizište koje preti da zatrpa jezero.

## Spoljašnje veze
- Politika online